# Palazzetto Nani Mocenigo

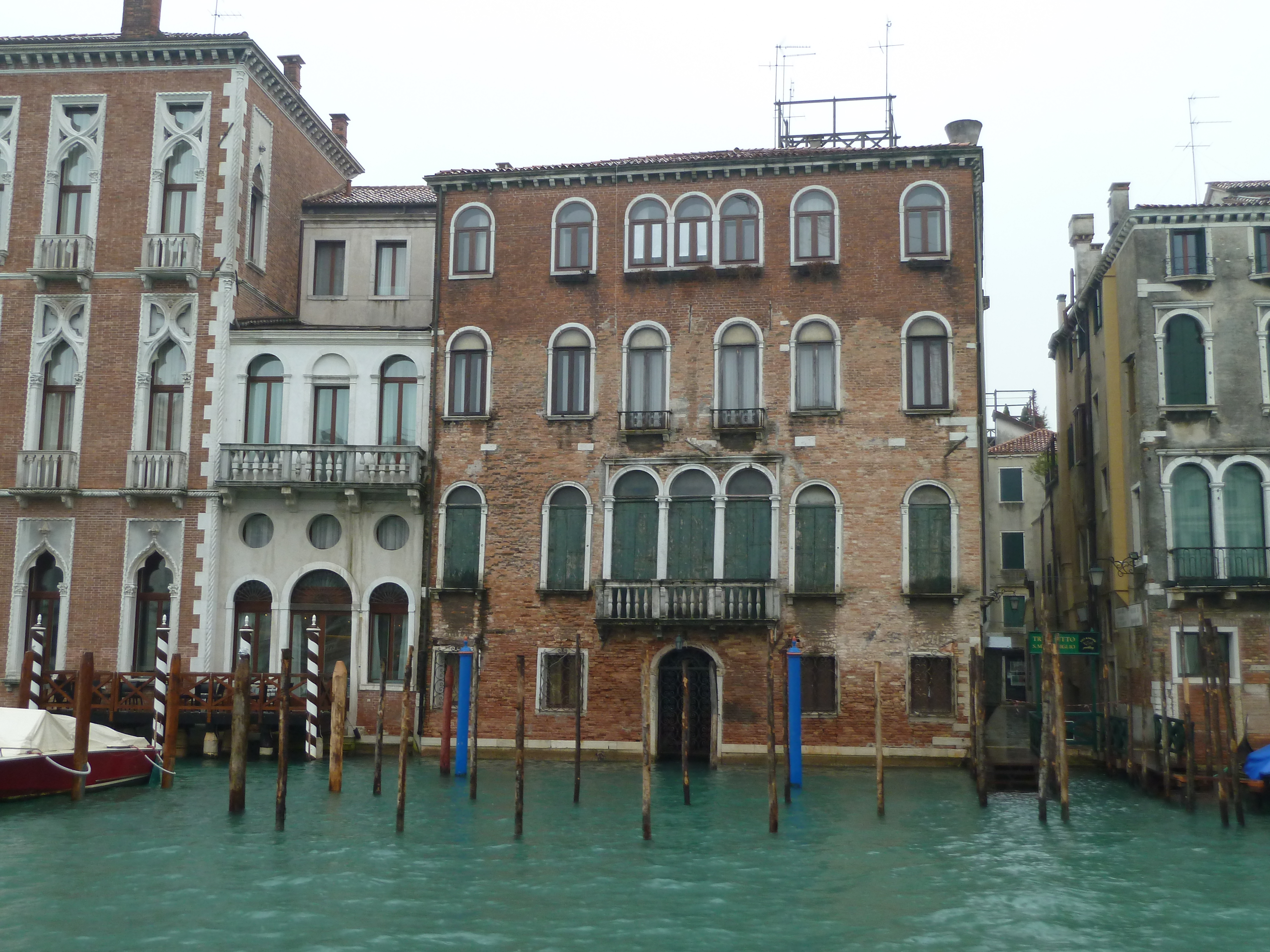
Palazzetto Nani Mocenigo

Palazzetto Nani Mocenigo ist ein Palast in Venedig in der italienischen Region Venetien. Er liegt im Sestiere Dorsoduro mit Blick auf den Canal Grande zwischen dem Ca’ Santomaso und dem Palazzo Genovese, nahe der Basilika Santa Maria della Salute.

## Beschreibung
Die einfache und schlichte, unverputzte Backsteinfassade über vier Stockwerke stammt aus dem 16. Jahrhundert. Hauptsächlich zeigt sie Formen der Renaissance und wirkt edel durch die Vielzahl der einzelnen Rundbogenfenster, die sich um das Dreifachfenster des Hauptgeschosses (mit vorspringendem steinernen Balkon) gruppieren. Im Erdgeschoss gibt es ein einfaches Rundbogenportal zum Wasser, flankiert von zwei Paaren rechteckiger Einzelfenster. Hinter dem Haus gibt es einen Hof mit Brunnen.